# Driftin' Slim
Elmon Mickle dit Driftin' Slim, est un chanteur, guitariste et harmoniciste de blues américain, né à Keo, Arkansas, le 24 février 1919, décédé à Los Angeles, Californie, le 17 septembre 1977.